# 妙音寺 (三豊市)
妙音寺（みょうおんじ）は香川県三豊市豊中町にある真言宗大覚寺派の寺院。七宝山(しっぽうざん)、宝積院(ほうしゃくいん) と号す。本尊は阿弥陀如来。四国八十八箇所第七十番札所本山寺奥の院、新四国曼荼羅霊場第十九番札所、四国三十六不動尊霊場第三十番札所、さぬき三十三観音霊場第十八番札所。
- 本尊真言：おん　あみりた　ていぜい　から　うん
- 御詠歌：讃州の 宝を積みて たつ寺の 末の世まで 利益残せり

## 概要

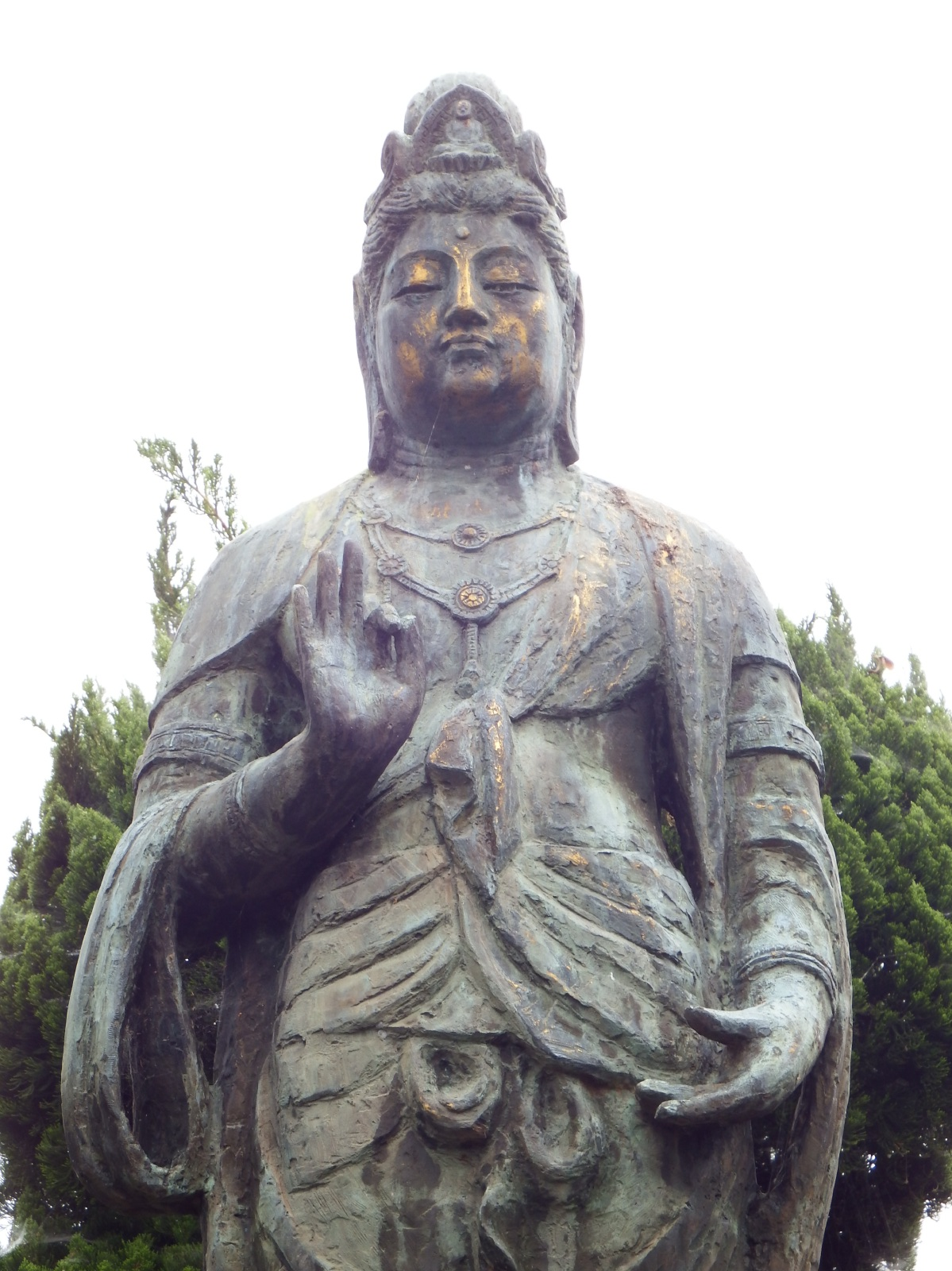
聖観音立像

寺伝によれば、飛鳥時代天武天皇治世の白鳳5年（665年または676年）に創建されたと言われ、讃岐国最古の寺院の一つと伝えられる。平安時代初期の弘仁年間（810年 – 824年）嵯峨天皇の勅願所となり、空海（弘法大師）によって現在の寺号となったと伝えられている。
戦国時代に入り天正2年（1574年）長宗我部元親軍の侵攻により伽藍は火災に遭ったと伝えているが天正2年は長曾我部の侵攻は始まっておらず(実際に長曾我部が侵攻するのは天正6年)、その年に讃岐に攻めているのは三好氏である。この時、本尊の阿弥陀如来は自ら雨を降らせて難を逃れたと伝わっている。
天正の戦火で寺院は荒廃した。その後、江戸時代中期の正徳年間（1711年 – 1716年）旭応阿闍梨によって復興された。また、寛政年間（1789年 – 1801年）に清雅恵洞和尚が伽藍を整備した。
長宗我部の兵火に遭うとの伝承は同じ七宝山ルーツで住職を兼務することもあった延命院・本山寺と同様のものであるが、発掘調査に於いても焼かれたと言う事実は確認されていない。
当寺院に祀られている不動明王は霊験不動尊と言われ、祈念すると夢の中でお告げがあると言われることから、別名「夢見不動」とも呼ばれている。
境内には交通事故犠牲者の霊を祀る聖観音立像があり、これは彫刻家の北村西望が監修して製作されたものである。
仁王門と仁王像と中門と塀が新しくなり、2022年10月29日落慶（予定）

## 境内

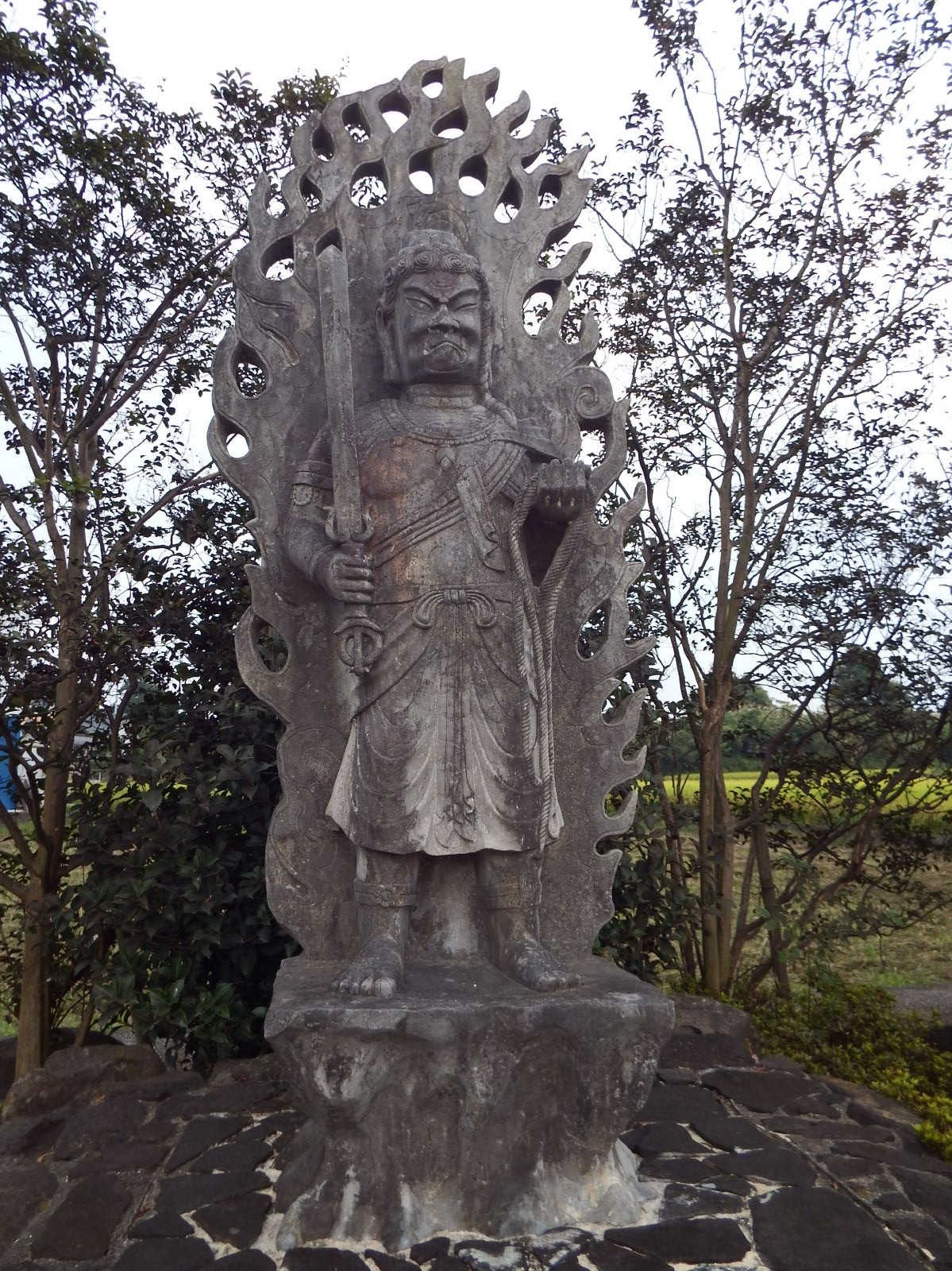
不動明王立像

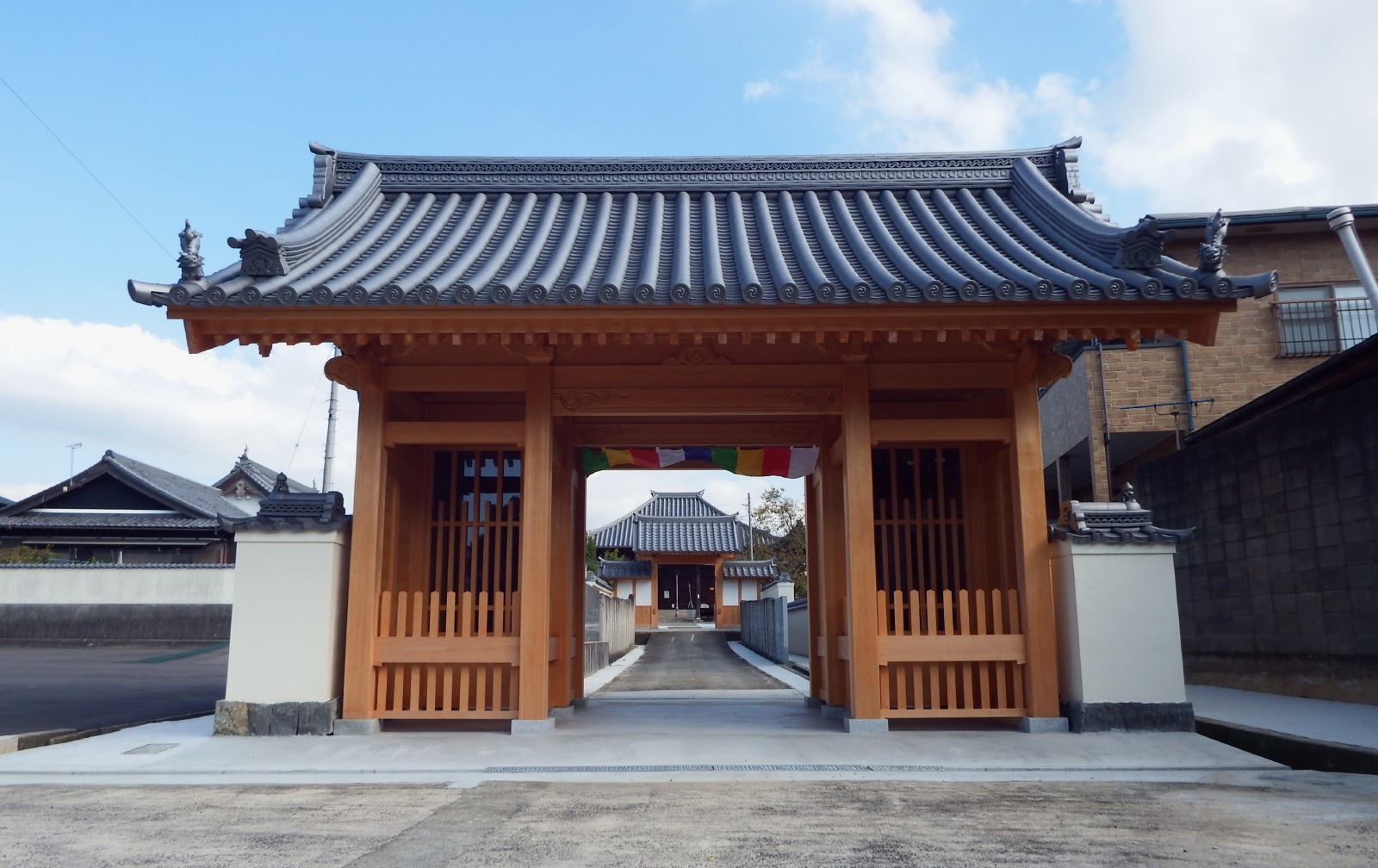
仁王門 中門

- 山門（仁王門）：2022年再建
- 中門：2022年再建
- 本堂
- 本尊収蔵庫
- 鐘楼

飛び地境内
- 柴燈護摩道場　不動明王立像

## 文化財
重要文化財
- 木造阿弥陀如来坐像

ヒノキの寄木造、漆箔。像高232 cm。平安時代後期の作と推定される。大正8年（1919年）8月8日指定。
香川県指定有形文化財
- 妙音寺出土古瓦

境内周辺から発掘された飛鳥時代のものと推定される瓦である。妙音寺創建時の瓦は宗吉瓦窯で焼かれ、この瓦窯で藤原京の瓦も製造された。「十一葉素弁蓮華文軒丸瓦」「単弁蓮華文方形棰（たるき）先瓦」などの19点が県の有形文化財に指定されている。昭和48年（1973年）5月12日指定。

## 前後の札所
四国八十八箇所
70番 本山寺 -- (1.1 km) -- 70番奥の院 妙音寺 -- (13.1 km) -- 71番 弥谷寺
新四国曼荼羅霊場
18番 善性院 ---- 19番 宝積院 ---- 20番 延命院
四国三十六不動尊霊場
29番 本山寺 --(1.1 km)-- 30番 妙音寺 --(15 km)-- 31番 御盥山不動坊
さぬき三十三観音霊場
17番 満願寺 -- (10.5 km) -- 18番 寳積院 -- (10.7 km) -- 19番 覚城院